# Ture Sparre (1593–1664)
Ture Sparre, född den 20 juni 1593 i Stora Sundby slott, död den 17 januari 1664, var en svensk friherre,  landshövding, lagman och riksråd. Han var son till kanslern Erik Sparre och Ebba Brahe, sonson till marsken Lars Siggesson (Sparre) och dotterson till Per Brahe d.ä. Han var gift med Maria Axelsdotter Natt och Dag (1604–1649) från 1622. Han var barnlös och är begraven i St. Nicolaikyrkan i Nyköping.

## Biografi
Sparre följde hertig Karl Filip på dennes resa till kontinenten 1617 och ska enligt en obestyrkt ättartavleuppgift varit "konungens kammarjunkare" 1626. Han var assessor i Svea hovrätt från 1630 och ståthållare i Västmanland och Västerdalarna från 1633. Sedan landshövdingsämbetet tillkommit genom 1634 års regeringsform var Sparre den första landshövdingen i Västmanlands län och Silver- och järnbergslagen 1634-39. Han var därefter hovmarskalk från 1639 och riksråd 1645–1661. När hans bror Peder Eriksson Sparre dog efterträdde han denne som lagman i Kalmar läns och Ölands lagsaga 1648–1661 (som då även omfattade Gotland). Vid Johan Skyttes död 1645 utsågs han till dennes efterträdare som en av fyra befullmäktigade kommissarier som slöt freden i Brömsebro med Danmark. Han blev tillsammans med sina fyra bröder Lars, Johan, Peder och Carl Sparre upphöjd till friherre 1647.
Sparre innehade den ärvda sätesgården Erikstad i Vittaryds socken i Småland och genom giftermål kom han även i besittning av Kavlås i Västergötland.